# Джерре-де-Каприоли
Джерре-де-Каприоли (итал. Gerre de' Caprioli) — коммуна в Италии, располагается в регионе Ломбардия, в провинции Кремона.
Население составляет 1252 человек (2008 г.), плотность населения составляет 112 чел./км². Занимает площадь 8 км². Почтовый индекс — 26040. Телефонный код — 0372.

## Демография
Динамика населения: